# Yazeed Al-Rajhi
Yazeed Mohamed Al-Rajhi (en árabe: يزيد محمد الراجحي‎; Riad, 30 de septiembre de 1981) es un empresario y piloto de rally saudí.
Es uno de los hijos del empresario Sheikh Muhammad bin Abdulaziz Al-Rajhi. Comenzó su vida laboral a una edad temprana cuando su padre lo nombró en 1998 como observador de la Oficina de Propiedad Privada y luego se convirtió en su gerente general en todo el Reino en 2004, luego de lo cual ascendió a varios altos cargos hasta convertirse en un reconocido empresario.
Al mismo tiempo, Yazeed es un piloto de rally que compite en el Campeonato Mundial de Rally (WRC) y otros eventos internacionales de rally desde 2007. En los años más recientes, Al-Rajhi ha centrado su carrera en las competencias de rally raid, siendo parte del Rally Dakar desde 2015. Ganó dicha competencia en 2025.

## Carrera deportiva
En 2007, Yazeed estableció su propio equipo de carreras, el Yazeed Racing. En él comenzó a competir en eventos regionales para ganar experiencia y poder participar en el mundial próximamente.
Al-Rajhi hizo su debut en el WRC en el Rally de Argentina de 2008 con Subaru Impreza WRX STI. Jordania fue su otra aparición en el WRC del año. Regresó en 2010, terminando 13.º en la general en el Rally de Jordania con un Peugeot 207 S2000. Tras seis eventos con el 207 en 2011, Al-Rajhi compitió en Gales, la carrera final, con un Ford Fiesta S2000. Después de eso, obtuvo sus primeros puntos (octavo lugar) en el Rally Acrópolis de 2012 de Grecia a bordo de un Ford Fiesta RRC. Aquel fue el año en el que el piloto saudí participó en más rallies del WRC (nueve). En 2013, inició la temporada sumando un punto en Suecia, siendo también su única victoria dentro de la categoría WRC 2.
En 2016, Al-Rajhi saltó a la principal divisional al adquirir un Ford Fiesta RS WRC. Con él, participó en un total de 12 rallies del WRC entre 2016 y 2018, aunque finalizó solamente en dos oportunidades. Un año antes, disputó su primer Rally Dakar con Toyota y ganó una etapa.
El saudí ganó el Rally Ruta de la Seda en 2018. En 2019, Al Rajhi ganó la primera edición del Campeonato de Rally del Desierto Saudita y finalizó por primera vez dentro de los 10 mejores en el clasificador final del Rally Dakar. En 2021, en la segunda edición del Rally Dakar en Arabia Saudita logró vencer en dos etapas en su Toyota Hilux. En 2021 y 2022 ganó la Copa Mundial de Bajas Cross-Country de la FIA y en 2022 también fue tercero en el Campeonato Mundial de Rally Raid y ganó nuevamente el campeonato saudita. Ese mismo año finalizó tercero en el Rally Dakar.
En 2023 ganó una etapa en el Dakar y se llevó la victoria en el Abu Dhabi Desert Challenge. Al año siguiente, abandonó en la etapa 6 tras un accidente, mientras era líder de la general. Meses más tarde, ganó el Desafío Ruta 40, delante de Nasser Al-Attiyah.
En 2025, Al-Rajhi logró la victoria en el Rally Dakar. En una edición liderada por Toyota, el saudí logró, junto al Yazeed Racing, vencer a las Hilux oficiales, siendo el primer privado en ganar dicha competencia en más de 20 años. Mantuvo una intensa lucha particularmente con el sudafricano Henk Lategan, a quien venció por menos de cuatro minutos. Además, ganó una etapa.

## Palmarés
| Año     | Título                      | Categoría |
| ------- | --------------------------- | --------- |
| 2014    | Baja Italia                 | Coches    |
| 2014    | Baja Rusia                  | Coches    |
| 2014    | Rally de los Faraones       | Coches    |
| 2014    | Rally de Chipre             | Coches    |
| 2018    | Rally Ruta de la Seda       | Coches    |
| 2018    | Rally de Kazajistán         | Coches    |
| 2019    | Rally Al Alu Neom           | T1        |
| 2021    | Baja Italia                 | Coches    |
| 2021    | Baja Internacional de Dubai | Coches    |
| 2021    | Copa Mundial de Bajas FIA   | Coches    |
| 2022    | Baja Italia                 | Coches    |
| 2022    | Baja Saudi                  | Coches    |
| 2022    | Copa Mundial de Bajas FIA   | Coches    |
| 2023    | Baja Italia                 | Coches    |
| 2023    | Abu Dhabi Desert Challenge  | T1        |
| 2023    | Marruecos                   | T1        |
| 2024    | Desafío Ruta 40             | Ultimate  |
| 2024    | Baja Saudi                  | Coches    |
| 2025    | Rally Dakar                 | Coches    |
| Fuente: |                             |           |

## Resultados

### Campeonato Mundial de Rally
| Año     | Equipo               | Automóvil              | 1   | 2       | 3       | 4       | 5       | 6       | 7       | 8       | 9       | 10      | 11     | 12      | 13      | 14  | 15  | Pos. | Puntos |
| ------- | -------------------- | ---------------------- | --- | ------- | ------- | ------- | ------- | ------- | ------- | ------- | ------- | ------- | ------ | ------- | ------- | --- | --- | ---- | ------ |
| 2008    | Yazeed Al-Rajhi      | Subaru Impreza WRX STI | MON | SWE     | MEX     | ARG Ret | JOR Ret | ITA     | GRE     | TUR     | FIN     | GER     | NZL    | ESP     | FRA     | JPN | GBR | NC   | 0      |
| 2010    | Al-Rajhi Racing Team | Peugeot 207 S2000      | SWE | MEX     | JOR 13  | TUR     | NZL     | POR     | BUL     | FIN     | GER     | JPN     | FRA    | ESP     | GBR     |     |     | NC   | 0      |
| 2011    | Al-Rajhi Racing Team | Peugeot 207 S2000      | SWE | MEX     | POR Ret | JOR     | ITA Ret | ARG     | GRE Ret | FIN     | GER Ret | AUS     | FRA 34 | ESP Ret |         |     |     | NC   | 0      |
| 2011    | Al-Rajhi Racing Team | Ford Fiesta S2000      |     |         |         |         |         |         |         |         |         |         |        |         | GBR Ret |     |     | NC   | 0      |
| 2012    | Yazeed Racing        | Ford Fiesta RRC        | MON | SWE 24  | MEX     | POR Ret | ARG     | GRE 8   | NZL 28  | FIN 17  | GER Ret | GBR 16  | FRA 18 | ITA     | ESP 15  |     |     | 26.º | 4      |
| 2013    | Yazeed Racing        | Ford Fiesta RRC        | MON | SWE 10  | MEX     | POR WD  | ARG     | GRE     | ITA     | FIN 12  | GER     | AUS 12  | FRA    | ESP 12  | GBR 18  |     |     | 29.º | 1      |
| 2014    | Yazeed Racing        | Ford Fiesta RRC        | MON | SWE 14  | MEX     | POR     | ARG     | ITA Ret | POL 13  | FIN 13  | GER     | AUS Ret | FRA    | ESP     | GBR     |     |     | NC   | 0      |
| 2015    | Yazeed Racing        | Ford Fiesta RRC        | MON | SWE 16  | MEX     | ARG     | POR Ret | ITA Ret | POL     | FIN     | GER     | AUS Ret | FRA    | ESP Ret | GBR     |     |     | NC   | 0      |
| 2016    | Yazeed Racing        | Ford Fiesta RS WRC     | MON | SWE Ret | MEX     | ARG     | POR 11  | ITA Ret | POL Ret | FIN Ret | GER     | CHN C   | FRA    | ESP     | GBR Ret | AUS |     | NC   | 0      |
| 2017    | Yazeed Racing        | Ford Fiesta RS WRC     | MON | SWE     | MEX     | FRA     | ARG     | POR     | ITA 13  | POL     | FIN     | GER     | ESP    | GBR Ret | AUS     |     |     | NC   | 0      |
| 2018    | Yazeed Racing        | Ford Fiesta RS WRC     | MON | SWE Ret | MEX     | FRA     | ARG     | POR Ret | ITA Ret | FIN     | GER     | TUR Ret | GBR    | ESP     | AUS     |     |     | NC   | 0      |
| Fuente: |                      |                        |     |         |         |         |         |         |         |         |         |         |        |         |         |     |     |      |        |

### Rally Dakar
| Año     | Clase  | Vehículo | Posición | Victorias de etapa |
| ------- | ------ | -------- | -------- | ------------------ |
| 2015    | Coches | Toyota   | Ret.     | 1                  |
| 2016    | Coches | Toyota   | 11.º     | -                  |
| 2017    | Coches | MINI     | 27.º     | -                  |
| 2018    | Coches | MINI     | Ret.     | -                  |
| 2019    | Coches | MINI     | 7.º      | -                  |
| 2020    | Coches | Toyota   | 4.º      | -                  |
| 2021    | Coches | Toyota   | 16.º     | 2                  |
| 2022    | Coches | Toyota   | 3.º      | -                  |
| 2023    | Coches | Toyota   | 37.º     | 1                  |
| 2024    | Coches | Toyota   | Ret.     | -                  |
| 2025    | Coches | Toyota   | 1.º      | 1                  |
| Fuente: |        |          |          |                    |

### Copa Mundial de Bajas Cross-Country de la FIA
| Año     | Coche        | Equipo        | Copiloto           | 1     | 2      | 3        | 4     | 5     | 6      | 7     | 8     | 9      | Pos. | Pts.  |
| ------- | ------------ | ------------- | ------------------ | ----- | ------ | -------- | ----- | ----- | ------ | ----- | ----- | ------ | ---- | ----- |
| 2021    | Toyota Hilux | Yazeed Racing | Michael Orr        | RUS   | ARE 1  | SAU Ret. | JOR   | ESP 3 | HUN 2  | POL 2 | ITA 1 | POR 10 | 1.º  | 108,5 |
| 2022    | Toyota Hilux | Yazeed Racing | Michael Orr        | RUS   | JOR 11 | ITA 1    | ESP 2 |       |        |       |       |        | 1.º  | 151   |
| 2022    | Toyota Hilux | Yazeed Racing | Dirk Von Zitzewitz |       |        |          |       | POL   | PRT 16 | SAU 1 | ARE 4 |        | 1.º  | 151   |
| 2023    | Toyota Hilux | Yazeed Racing | Timo Gottschalk    | SAU   | QAT    | ITA 1    | ESP 8 | POL   | PRT 2  | ARE 2 |       |        | 2.º  | 115   |
| 2024    | Toyota Hilux | Yazeed Racing | Timo Gottschalk    | SAU 1 | GRC 5  | ESP 72   | POL   | PRT   | QAT    | JOR   | ARE   |        | 13.º | 89    |
| 2025    | Toyota Hilux | Yazeed Racing | Timo Gottschalk    | SAU 1 | JOR 13 | GRC      | ITA   | ESP   | PRT    | QAT   | ARE   |        | 14.º | 94    |
| Fuente: |              |               |                    |       |        |          |       |       |        |       |       |        |      |       |

### Campeonato Mundial de Rally Raid
| Año     | Clase  | Vehículo | Posición | Puntaje | Victorias                |
| ------- | ------ | -------- | -------- | ------- | ------------------------ |
| 2022    | Coches | Toyota   | 3.º      | 121     | -                        |
| 2023    | Coches | Toyota   | 2.º      | 181     | 2 (Abu Dhabi, Marruecos) |
| 2024    | Coches | Toyota   | 2.º      | 160     | 1 (Ruta 40)              |
| Fuente: |        |          |          |         |                          |